# Accidente del Mil Mi-8 en Kamchatka de 2024

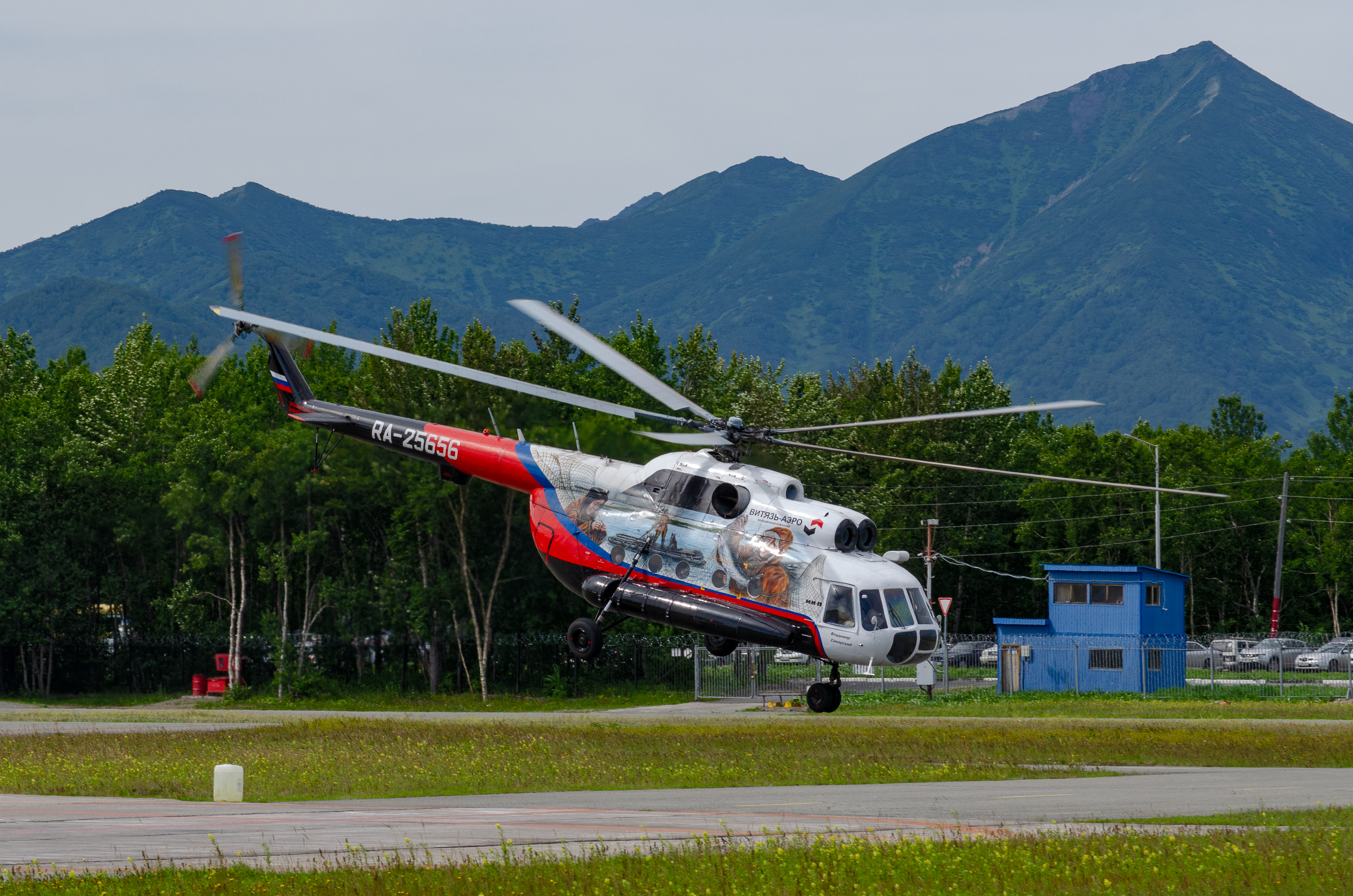
Helicóptero Mi-8T

El 31 de agosto de 2024, un helicóptero Mil Mi-8 se estrelló en el Krai de Kamchatka, Rusia, matando a las 22 personas a bordo. El helicóptero, que fue operado por Vityaz-Aero en un recorrido turístico por un volcán extinto, que se estrelló debido al mal tiempo poco después del despegue.

## Aeronave
El helicóptero era un Mil Mi-8T de 32 años de antigüedad, registrado como RA-25656  con número de serie 99254295; fue fabricado en 1992.  El helicóptero era operado por Vityaz-Aero, una empresa que organiza vuelos para turistas en la zona. Vityaz-Aero había adquirido el helicóptero 11 años antes y lo bautizó con el nombre del piloto de helicóptero local Vladimir Samarsky. La aeronave había recibido un certificado de operador aéreo, con una duración de seis años, en 2022. Según el director general de Vityaz-Aero, Viktor Sirotin, el helicóptero se encontraba en buen estado de funcionamiento.

### Pasajeros y tripulación
Había 19 pasajeros a bordo del vuelo que regresaban de un viaje al volcán extinto de Vachkazhets que había sido organizado por la Comunidad Freeride de Kamchatka y la compañía operadora turística Bolshaya Strana, con sede en Moscú. Entre los que estaban a bordo se encontraban Arseny Zamyatin, el director financiero de la Unión Rusa de Fútbol ; su esposa, Polina Zamyatina;  Kirill Seregin, uno de los líderes de la Comunidad Freeride de Kamchatka, un entusiasta de los deportes extremos conocido localmente, así como un guía experimentado, y Mikhail Repnikov y Yulia Repnikova, los fundadores de Bolshaya Strana.
El capitán del vuelo era Denis Bleshchik, de 38 años, que había estado volando helicópteros durante 12 años. Un ex colega de Bleshchik dijo que tenía todos los permisos necesarios para volar el helicóptero.

## Accidente
El helicóptero desapareció del radar alrededor de las 16:15 PETT ( UTC+12:00) poco después del despegue. Debía establecerse comunicación aproximadamente al mismo tiempo, pero no lo logró. La tripulación no reportó dificultades antes de la desaparición. Testigos presenciales afirmaron que a pesar del mal tiempo, el helicóptero despegó. Los meteorólogos indicaron que había poca visibilidad en la zona donde despegó. El Departamento de Hidrometeorología y Monitoreo Ambiental de Kamchatka informó que había niebla y llovizna en la zona del accidente. Los restos fueron encontrados en una zona montañosa a una altitud de 900 metros (984,3 yd) cerca del punto de la última comunicación, a unos 20 kilómetros (12,4 mi) desde su destino en ru , Distrito de Elizovsky. 8

## Rescate

### Operaciones de recuperación
El Ministerio de Situaciones de Emergencia de Rusia ha puesto en marcha una operación de búsqueda. El foco de las operaciones fue el valle del río Bystraya, que se encontraba en la trayectoria de vuelo del helicóptero. Las operaciones se vieron obstaculizadas por la niebla. El 1 de septiembre, el Ministerio informó que se había encontrado el lugar del accidente y se presumía que los 22 ocupantes estaban muertos. También informó que se habían recuperado 17 cadáveres del lugar y que la búsqueda aún continúa. La búsqueda se suspendió durante la noche debido a la llegada de la oscuridad. El ministerio confirmó posteriormente que los 22 ocupantes habían muerto. El 2 de septiembre, el Ministerio informó que se habían encontrado los cuerpos de las 22 personas a bordo y que habían sido trasladados a las autoridades forenses en Petropavlovsk-Kamchatsky, y que la operación de búsqueda y rescate se había completado.

## Investigación
El 1 de septiembre el Comité Interestatal de Aviación (IAC) inició una investigación sobre el accidente, junto con Rosaviatsia. El Comité de Investigación de Rusia (ICRF) afirmó que un error del piloto o un mal funcionamiento técnico fueron las posibles causas del accidente.
El 2 de septiembre se recuperaron la grabadora de datos de vuelo (FDR) y el navegador GPS. Más tarde se anunció que también se había encontrado la grabadora de voz de cabina (CVR), aunque al parecer estaba dañada. Ambos grabadores serán enviados al IAC para su análisis.